# Тревизо
Треви́зо (итал. Treviso, вен. Trevixo) — город в итальянской области Венето, административный центр одноимённой провинции. Расположен севернее Венеции, на пересечённой каналами равнине, у слияния рек Силе и Боттенига.
Город считается родиной многослойного десерта тирамису.

## География
Центральная площадь, расположенная в самом сердце города, его культурном и историческом центре — Площадь Синьории.

## История
Во времена римлян город назывался Tarvisium (очевидно, по имени населявшего окрестности кельтского племени). Он был одним из центров раннего христианства на севере Италии и уже в IV веке имел собственного епископа. После распада империи Тарбезия, избежав разорения варварами, становится одним из центров остроготской и лангобардской государственности. По преданию, именно здесь родился готский правитель Тотила.
При Карле Великом в Тревизо чеканили монету, и отсюда же осуществлялось управление Тревизской маркой. Золотой век города-государства приходится на правление семейства да Камино в начале XIV столетия. Тогда были обновлены городские укрепления, а тревизцы заселили соседние местечки вроде Кастельфранко.
После нескольких десятилетий борьбы с веронскими Скалигерами (1329-88) Тревизо был включён в состав Венецианской республики и в дальнейшем разделял историческую судьбу Венеции.
Во время Первой мировой войны город оказался в центре битвы при Витторио-Венето, во время Второй мировой войны пострадал от авианалётов союзников.
Покровителем города почитается святой Либералий из Анконы, празднование 27 апреля.

## Экономика
В Тревизо расположены штаб-квартиры транснациональных корпораций Benetton Group (одежда) и De'Longhi (бытовая техника). В городе располагается фабрика всемирно известной компании Pinarello — одного из мировых лидеров передового производства велосипедов высшего уровня.

## Достопримечательности
Тревизо является городом-крепостью. В настоящее время можно увидеть восстановленные крепостные сооружения, башни с полутайными бойницами и городские стены, протяженность которых составляет 4 км. Из исторических ворот сохранились три — Святого Фомы (San Tomaso), Сорока Святых (Santi Quaranta) и Алтиния (Altinia).
Исторические памятники Тревизо после войны прошли кропотливую реставрацию. К их числу относится заложенный в XII веке собор с полотнами кисти Тициана и Порденоне. Церковь Сан-Николо, частью готическая и частью романская, славится фресками с изображением наиболее крупных представителей доминиканской славы (автор фресок — Томмазо да Модена). В церкви Сан-Франческо находятся захоронения сына Данте и дочери Петрарки — Франчески Петрарка, — упокоенной в Тревизо в 1384 году.

### Городские музеи
Основные музейные экспозиции города расположены в церкви св. Екатерины и в соседствующем с ней монастыре Марии. Представлен большой археологический раздел, в котором размещены найденные на территории Тревизо исторические ценности, датированные временным отрезком со II в. до н. э. до периода Средневековья. В монастыре можно увидеть цикл фресок 1300—1400 гг., включающий работы различных мастеров — от Сант-Орсолы (Sant’Orsola) до Томазо да Модена, — а также другие значительные произведения, созданные в период до XIX века. Представлены работы Дж. Беллини, Л. Лотто, Тициана и Дж. Б. Тьеполо.
|  |  |  |  |  |
|  |  |  |  |  |

## Города-побратимы
- Орлеан, Франция (1965)
- Сарасота, США (2007)
- Кан, Франция (2010)
- Тимишоара, Румыния
- Куритиба, Бразилия
- Неукен, Аргентина